# Duck Down Records
Duck Down Records es un sello de hip hop famoso por ser la casa del colectivo Boot Camp Clik. Duck Down fue fundado por el rapero Buckshot del grupo Black Moon y su compañero Dru-Ha en 1995, por entonces llamada Duck Down Entaprizez. Tras el éxito de los álbumes debut de los grupos Black Moon y Smif-N-Wessun, firmaron un acuerdo con Priority Records como sello distribuidor en 1995, hasta que lo abandonaron en 2000. Permanecieron sin distribución hasta 2002, cuando firmaron por Koch Entertainment. En abril de 2005 abandonaron Koch y firmaron por un nuevo contrato de distribución con Navarre Corporation.
La plantilla de Duck Down la componen los miembros de Boot Camp Clik Black Moon, Smif-N-Wessun, Heltah Skeltah y O.G.C.. Grabaron diez álbumes con Priority Records entre 1995-2000. Durante la época en la que estuvieron sin distribución, solo lanzaron singles vinilos, y con Koch Entertainment fueron cuatro los álbumes que fueron editados. Desde que están con Navarre Corporation, han lanzado cuatro álbumes también, el último The Last Stand de Boot Camp Clik. Según la web de Duck Down, el sello ha vendido 2.300.000 copias de discos hasta la fecha.
Actualmente los miembros del sello son Buckshot, Black Moon, Smif-N-Wessun, Heltah Skeltah, Sean Price, O.G.C., Representativz, DJ Logic y Rustee Juxx. A finales de 1997 intentaron firmar a Eminem, pero Priority se negó a hacerle un contrato, no queriéndose arriesgar a contratar a un rapero de raza blanca. El sello también es famoso por estar envuelto en el «One Nation Petition», una petición que demanda el lanzamiento del álbum de 2Pac One Nation, grabado durante el verano de 1996 y en el que aparecen Buckshot y Smif-N-Wessun. Otros artistas que también han sido firmados por el sello son Masta Ace y Phife Dawg de A Tribe Called Quest.

## Discografía
- Heltah Skeltah Nocturnal, 1996
- O.G.C. Da Storm, 1996
- Boot Camp Clik For the People, 1997
- Cocoa Brovaz The Rude Awakening, 1998
- Heltah Skeltah Magnum Force, 1998
- Black Moon War Zone, 1999
- O.G.C. The M-Pire Shrikez Back, 1999
- Duck Down Presents: The Album, 1999
- Buckshot The BDI Thug, 1999
- Boot Camp Clik Basic Training: Boot Camp Clik's Greatest Hits, 2000
- Boot Camp Clik The Chosen Few, 2002
- Collect Dis Editio], 2003
- Buckshot The BDI Thug, 2003
- Black Moon Total Eclipse, 2003
- Sean Price Monkey Barz, 2005
- Buckshot & 9th Wonder Chemistry, 2005
- Smif-N-Wessun Tek N Steele: Reloaded, 2005
- Black Moon War Zone Revisited, 2005
- Boot Camp Clik The Last Stand, 2006